# Лоевая
Лоева́я (укр. Лоєва) — село в Надворнянской городской общине Надворнянского района Ивано-Франковской области Украины.
Население по переписи 2001 года составляло 1547 человек. Занимает площадь 17,7 км². Почтовый индекс — 78440. Телефонный код — 3475.

## Религия
В селе действует приход УГКЦ. Настоятель Василий Билусяк. В 2022 году парафию посетил Епископ Василий (Ивасюк)